# Rabi
Pour les articles ayant des titres homophones, voir Rabbi et Rabhi.
Pour les articles homonymes, voir Isidor Isaac Rabi et Rabi (film).
Rabi est une île des Fidji, dans la province de Cakaudrove, peuplée par des Gilbertins et de Banaba (Kiribati) qui y ont été déplacés après la Seconde Guerre mondiale,, surtout en raison des conséquences de l'occupation japonaise et de la surexploitation préalable de phosphates sur leur île d'origine. Les habitants de l'île avaient été préalablement transférés sur Taveuni,,.
La population est de 1 349 habitants  dont 1 067 Gilbertins. En 2014, le recensement donne 5 000 habitants, pour la plupart Banabans.